# Mikael Heikius
Henrik Mikael Heikius, född 5 januari 1965 i Åbo, är en finländsk kyrkomusiker. 
Heikius har studerat kyrkomusik vid Sibelius-Akademin, blev musikmagister 1989, och orgelspel för bland andra Folke Forsman (diplom 1991) samt därpå i Frankrike och Spanien. Han blev kantor i Vasa svenska församling 1990. Han har konserterat som organist och framfört större körverk, bland annat Messias år 2000 i Vasa. Han har särskilt ägnat det medeltida liturgiska dramat stort intresse.